# Kepler-20d
Kepler-20d es un planeta descubierto que tiene un tamaño similar al de Neptuno. A pesar de ser el planeta más alejado de la estrella Kepler-20, tiene una órbita similar a Mercurio, lo que significa que es un Neptuno caliente. Junto con los otros cuatro planetas en el sistema, Kepler-20d se anunció el 20 de diciembre de 2011.